# Isidro Melara Berrocal
Isidro Melara Berrocal (24 de marzo de 1917, Valencia de Alcántara - 27 de febrero de 1978, Cáceres) fue un poeta y escritor español en extremeño.
Cuando terminó la Guerra Civil Española se trasladó a Cáceres, donde trabajó como funcionario en la Cámara Sindical Agraria. Colaboró en diversas revistas como Alcántara y en periódicos regionales. 
Fue escritor de poesía, aunque solo pudo publicar en vida una de sus obras, Armonía, una compilación de su producción literária hasta 1948. Sin embargo quedó inédita Ofrendas. Sus poemas están presentes en distintas antologías como la hecha por V. Gutiérrez Macías Cantores de la Virgen de la Montaña o la hecha por L. Martínez Terrón Primera Antología de Poesía Extremeña. Usaba la lengua de la zona de Alcántara y se pueden encontrar rasgos de Luis Chamizo Trigueros y José María Gabriel y Galán.